# Campeonato Mundial Júnior de Patinação Artística no Gelo de 1989
O Campeonato Mundial Júnior de Patinação Artística no Gelo de 1989 foi a décima quarta edição do Campeonato Mundial Júnior de Patinação Artística no Gelo, um evento anual de patinação artística no gelo organizado pela União Internacional de Patinação (em inglês:  International Skating Union) onde os patinadores artísticos competem pelo título de campeão mundial júnior. A competição foi disputada entre os dias 29 de novembro e 4 de dezembro de 1988, na cidade de Sarajevo, Iugoslávia.

## Eventos
- Individual masculino
- Individual feminino
- Duplas
- Dança no gelo

## Medalhistas
| Evento                        | Ouro                                                    | Prata                                                  | Bronze                                                 |
| Individual masculino detalhes | Viacheslav Zagorodniuk · União Soviética                | Shepherd Clark · Estados Unidos                        | Masakazu Kagiyama · Japão                              |
| Individual feminino detalhes  | Jessica Mills · Estados Unidos                          | Junko Yaginuma · Japão                                 | Surya Bonaly · França                                  |
| Duplas detalhes               | Evgenia Chernyshova · Dmitri Sukhanov · União Soviética | Angela Caspari · Marno Kreft · Alemanha Oriental       | Irina Saifutdinova · Alexei Tikhonov · União Soviética |
| Dança no gelo detalhes        | Angelika Kirkhmaier · Dmitri Lagutin · União Soviética  | Liudmila Berezova · Vladimir Fedorov · União Soviética | Marina Morel · Gwendal Peizerat · França               |

## Resultados

### Individual masculino
| Pos.              | Nome                   | Nacionalidade   |
| ----------------- | ---------------------- | --------------- |
| Medalha de ouro   | Viacheslav Zagorodniuk | União Soviética |
| Medalha de prata  | Shepherd Clark         | Estados Unidos  |
| Medalha de bronze | Masakazu Kagiyama      | Japão           |
| ...               |                        |                 |
| 6                 | Elvis Stojko           | Canadá          |
| ...               |                        |                 |
| 13                | Herb Cherwoniak        | Canadá          |
| ...               |                        |                 |

### Individual feminino
| Pos.              | Nome           | Nacionalidade  |
| ----------------- | -------------- | -------------- |
| Medalha de ouro   | Jessica Mills  | Estados Unidos |
| Medalha de prata  | Junko Yaginuma | Japão          |
| Medalha de bronze | Surya Bonaly   | França         |
| ...               |                |                |
| 8                 | Margot Bion    | Canadá         |
| ...               |                |                |
| 12                | Jutta Cossette | Canadá         |
| ...               |                |                |

### Duplas
| Pos.              | Nome                                        | Nacionalidade     |
| ----------------- | ------------------------------------------- | ----------------- |
| Medalha de ouro   | Evgenia Chernyshova / Dmitri Sukhanov       | União Soviética   |
| Medalha de prata  | Angela Caspari / Marno Kreft                | Alemanha Oriental |
| Medalha de bronze | Irina Saifutdinova / Alexei Tikhonov        | União Soviética   |
| 4                 | Marie-Josée Fortin / Jean-Michel Bombardier | Canadá            |
| ...               |                                             |                   |

### Dança no gelo
| Pos.              | Nome                                 | Nacionalidade   |
| ----------------- | ------------------------------------ | --------------- |
| Medalha de ouro   | Angelika Kirkhmaier / Dmitri Lagutin | União Soviética |
| Medalha de prata  | Liudmila Berezova / Vladimir Fedorov | União Soviética |
| Medalha de bronze | Marina Morel / Gwendal Peizerat      | França          |
| 4                 |                                      |                 |
| 5                 | Marie-France Dubreuil / Bruno Yvars  | Canadá          |
| 6                 |                                      |                 |
| 7                 | Brigitte Richer / Michel Brunet      | Canadá          |
| ...               |                                      |                 |

## Quadro de medalhas
| Ordem | País              | Medalha de ouro | Medalha de prata | Medalha de bronze |    | Ordem por total |
| ----- | ----------------- | --------------- | ---------------- | ----------------- | -- | --------------- |
| 1     | União Soviética   | 3               | 1                | 1                 | 5  | 1               |
| 2     | Estados Unidos    | 1               | 1                |                   | 2  | 2               |
| 3     | Japão             |                 | 1                | 1                 | 2  | 2               |
| 4     | Alemanha Oriental |                 | 1                |                   | 1  | 5               |
| 5     | França            |                 |                  | 2                 | 2  | 2               |
| TOTAL | TOTAL             | 4               | 4                | 4                 | 12 | —               |